# Polaroid de locura ordinária
Polaroid de Locura Ordinária é um dos maiores clássicos da carreira do roqueiro argentino Fito Páez, e que foi lançada com o álbum Ey!, de 1988
Nos créditos do álbum, Fito conta que a canção foi inspirada no conto "A Mulher Mais Linda da Cidade" do escritor estadunidense Charles Bukowski.
Essa música ganhou uma versão em português com a banda Nenhum de Nós, que ficou intitulada como Polaroid. Ela está presente no álbum Acústico ao Vivo, de 1994.[carece de fontes?]

## Prêmios e Indicações
A versão ao vivo presente no álbum Mi vida con ellas concorreu ao Grammy Latino de 2005.
| Ano  | Prêmio        | Indicação                              | Resultado | Ref.  |
| ---- | ------------- | -------------------------------------- | --------- | ----- |
| 2005 | Grammy Latino | Best Rock Song (Melhor Canção de Rock) | Indicado  | [ 5 ] |